# أدم فورشاو
أدم فورشاو (بالإنجليزية: Adam Forshaw)‏ (8 أكتوبر 1991 بليفربول في المملكة المتحدة - ) هو لاعب كرة قدم بريطاني في مركز الوسط. لعب مع نادي إيفرتون ونادي برينتفورد ونادي ميدلزبره وويغان أتلتيك.

## وصلات خارجية
- أدم فورشاو على موقع الاتحاد الأوربي (الإنجليزية)
- أدم فورشاو على موقع قاعدة بيانات كرة القدم.إي يو (الإنجليزية)
- أدم فورشاو على موقع Soccerbase.com (لاعب) (الإنجليزية)
- أدم فورشاو على موقع Soccerway.com (الإنجليزية)
- أدم فورشاو على موقع عالم كرة القدم.نت (الإنجليزية)
- أدم فورشاو على موقع AS.com (الإسبانية)